# Reto Capadrutt
Reto Capadrutt, född 4 mars 1912, död 3 februari 1939, var en schweizisk bobåkare.
Capadrutt blev olympisk silversmedaljör i tvåmansbob vid vinterspelen 1932 i Lake Placid.